# Dianleucauge deelemanae
Dianleucauge deelemanae là một loài nhện trong họ Tetragnathidae.
Loài này thuộc chi Dianleucauge. Dianleucauge deelemanae được miêu tả năm 1994 bởi Song & Zhu.